# Gabinete de Ministros de Anders Fogh Rasmussen (II legislatura)

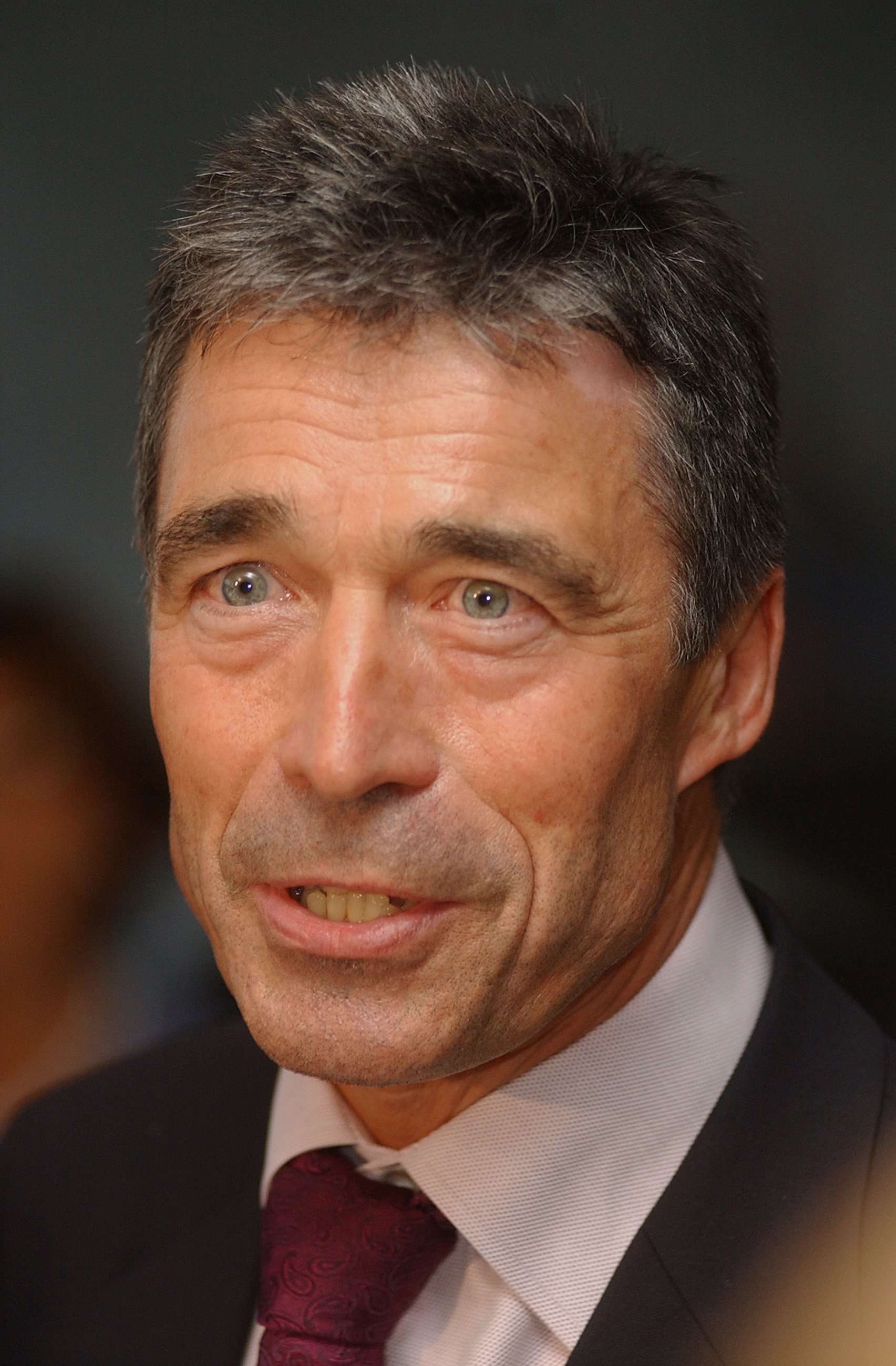
Anders Fogh Rasmussen, primer ministro y jefe del gabinete.

El Gabinete de Ministros de Anders Fogh Rasmussen, en su segunda legislatura, corresponde a la composición del gobierno de Dinamarca con la cartera de ministros designados por Anders Fogh Rasmussen, como primer ministro de Dinamarca, tras su permanencia en el gobierno a merced de la victoria en las elecciones parlamentarias de 2005, como líder de la coalición conservadora entre el Venstre y el Partido Popular Conservador. El primer ministro diputado, encargado de sustituir al primer ministro en casos de ausencia temporal, continuó siendo Bendt Bendtsen, líder del Partido Conservador.
El gabinete fue presentado el 18 de febrero de 2005, con una representación de trece ministerios para el Venstre y ocho para los conservadores. La mayor medida adoptada por el gabinete fue la reestructuración de la organización territorial del país, reemplazando los antiguos trece condados por cinco grandes regiones, el 1 de enero de 2007. Rasmussen calificó la reforma como la mayor en treinta años. En junio de 2007 también se reformaron los distritos judiciales y policiales, pasando de 82 a 22, y de 54 a 12, respectivamente.
Respecto a la composición del gabinete anterior, el de la primera legislatura de Anders Fogh Rasmussen, sólo cinco ministerios cambiaron de nombre. Los ministerios de educación e iglesia fueron ocupados por Bertel Haader, que dejaba los de desarrollo e inmigración; el ministerio de desarrollo fue para Ulla Tørnæs, reemplazando al de educación; Rikke Hvilshøj fue designado para el de inmigración; y Lars Barfoed sustituyó a Henriette Kjær en el de familia y consumo.
Superado el ecuador del período previsto para la legislatura, el 12 de septiembre de 2007 se reestructuró la composición de tres ministerios. Flemming Hansen fue reemplazado como Ministro de Tráfico y Energía por Jakob Axel Nielsen; el ministerio de agricultura pasaba de manos de Hans Christian Schmidt a las de Eva Kjer Hansen, quien dejaba el ministerio de asuntos sociales, en favor de Karen Jespersen.
La legislatura acabó dos años antes de lo previsto, con las elecciones anticipadas del 13 de noviembre de 2007. Anders Fogh Rasmussen convocó las elecciones de forma inesperada, con el propósito de disponer de un período de estabilidad para la aplicación de un importante paquete de reformas. Rasmussen volvió a ser elegido primer ministro, asumiendo una tercera legislatura.

## Cartera de ministros
| Cargo                            | Titular                 | Periodo                                            | Partido           |
| -------------------------------- | ----------------------- | -------------------------------------------------- | ----------------- |
| Primer ministro                  | Anders Fogh Rasmussen   | 27 de noviembre de 2001 –                          | Venstre           |
| Ministro de Comercio e Industria | Bendt Bendtsen          | 27 de noviembre de 2001 –                          | P. P. Conservador |
| Ministro de Asuntos Exteriores   | Per Stig Møller         | 27 de noviembre de 2001 –                          | P. P. Conservador |
| Ministro de Finanzas             | Thor Pedersen           | 27 de noviembre de 2001 – 23 de noviembre de 2007  | Venstre           |
| Ministro de Interior y Salud     | Lars Løkke Rasmussen    | 27 de noviembre de 2001 – 23 de noviembre de 2007  | Venstre           |
| Ministro de Justicia             | Lene Espersen           | 27 de noviembre de 2001 –                          | P. P. Conservador |
| Ministro de Defensa              | Søren Gade              | 24 de abril de 2004 –                              | Venstre           |
| Ministro de Cultura              | Brian Mikkelsen         | 27 de noviembre de 2001 –                          | P. P. Conservador |
| Ministro de Impuestos            | Kristian Jensen         | 2 de agosto de 2004 –                              | Venstre           |
| Ministro de Cooperación Nórdica  | Connie Hedegaard        | 18 de febrero de 2005 – 23 de noviembre de 2007    | P. P. Conservador |
| Ministro de Tráfico y Energía    | Flemming Hansen         | 27 de noviembre de 2001 – 12 de septiembre de 2007 | P. P. Conservador |
| Ministro de Tráfico y Energía    | Jakob Axel Nielsen      | 12 de septiembre de 2007 –                         | P. P. Conservador |
| Ministro de Familia y Consumo    | Lars Barfoed            | 18 de febrero de 2005 – 14 de diciembre de 2006    | P. P. Conservador |
| Ministro de Familia y Consumo    | Carina Christensen      | 15 de diciembre de 2006 – 23 de noviembre de 2007  | P. P. Conservador |
| Ministro de Agricultura          | Hans Christian Schmidt  | 2 de agosto de 2004 – 12 de septiembre de 2007     | Venstre           |
| Ministro de Agricultura          | Eva Kjer Hansen         | 12 de septiembre de 2007 –                         | Venstre           |
| Ministro de Empleo               | Claus Hjort Frederiksen | 27 de noviembre de 2001 –                          | Venstre           |
| Ministro de Ciencia y Tecnología | Helge Sander            | 27 de noviembre de 2001 –                          | Venstre           |
| Ministro de Educación            | Bertel Haarder          | 18 de febrero de 2005 – 23 de noviembre de 2007    | Venstre           |
| Ministro de Iglesia              | Bertel Haarder          | 18 de febrero de 2005 –                            | Venstre           |
| Ministro de Asuntos Sociales     | Eva Kjer Hansen         | 2 de agosto de 2004 – 12 de septiembre de 2007     | Venstre           |
| Ministro de Asuntos Sociales     | Karen Jespersen         | 12 de septiembre de 2007 – 23 de noviembre de 2007 | Venstre           |
| Ministro de Desarrollo           | Ulla Tørnæs             | 18 de febrero de 2005 –                            | Venstre           |
| Ministro de Inmigración          | Rikke Hvilshøj          | 18 de febrero de 2005 – 23 de noviembre de 2007    | Venstre           |
| Ministro de Medio Ambiente       | Connie Hedegaard        | 2 de agosto de 2004 – 23 de noviembre de 2007      | P. P. Conservador |